# Barybas bituberculata
Barybas bituberculata är en skalbaggsart som beskrevs av Moser 1921. Barybas bituberculata ingår i släktet Barybas och familjen Melolonthidae. Inga underarter finns listade.